# Roland Glenn
Roland Glenn is een fictief persoon uit de televisieserie Prison Break. Hij wordt gespeeld door James Hiroyuki Liao. Roland wordt voor het eerst geïntroduceerd in aflevering 2, Breaking & Entering, van het vierde seizoen.
Hij is een professioneel hacker. Hij heeft een apparaat uitgevonden, dat alle data van elektronische apparatuur binnen zijn bereik opzuigt. Dit apparaat was ook de reden waarom hij werd opgepakt. Vooral Lincoln mag hem niet, omdat Roland te veel zou praten.
Roland wil op een gegeven moment geld verdienen door Michael en Lincoln te verraden. Hij stuurt Wyatt een sms. Wyatt wil het eerst zeker weten, Roland stuurt hem dan een sms waar ze op dat moment zijn, in verband daar mee worden de broers door Wyatt beschoten. Wyatt en Roland hebben vervolgens een ontmoetingsplek. Als Wyatt eraan komt lopen vraagt Roland of hij zijn geld heeft. Wyatt zegt dat hij het niet heeft en schiet Roland in z'n been. Nadat Roland de locatie heeft verteld aan Wyatt schiet hij Roland dood, Micheal, Lincoln Sucre, Bellick en Mahone vinden hem uiteindelijk stervend op de grond zien liggen.
Roland stierf uiteindelijk in Micheals armen.